# أندرياس فريدريك فالكنبيرغ
أندرياس فريدريك فالكنبيرغ هو شخصية أعمال وسياسي نرويجي، ولد في 13 مارس 1875، وتوفي في 1957. نشط حزبياً في حزب المحافظين.